# Навернення Савла (Караваджо)
«Наве́рнення на шляху́ до Дама́ску» (італ. Conversione di San Paolo) — картина італійського художника Мікеланджело да Караваджо, написана 1601 року для капели Черазі церкви Санта-Марія-дель-Пополо в Римі. Навпроти каплиці міститься ще одна робота Караваджо, що зображає Розп'яття Святого Петра. На вівтарі між ними міститься Успіння Богородиці Анібале Карраччі.

## Історія

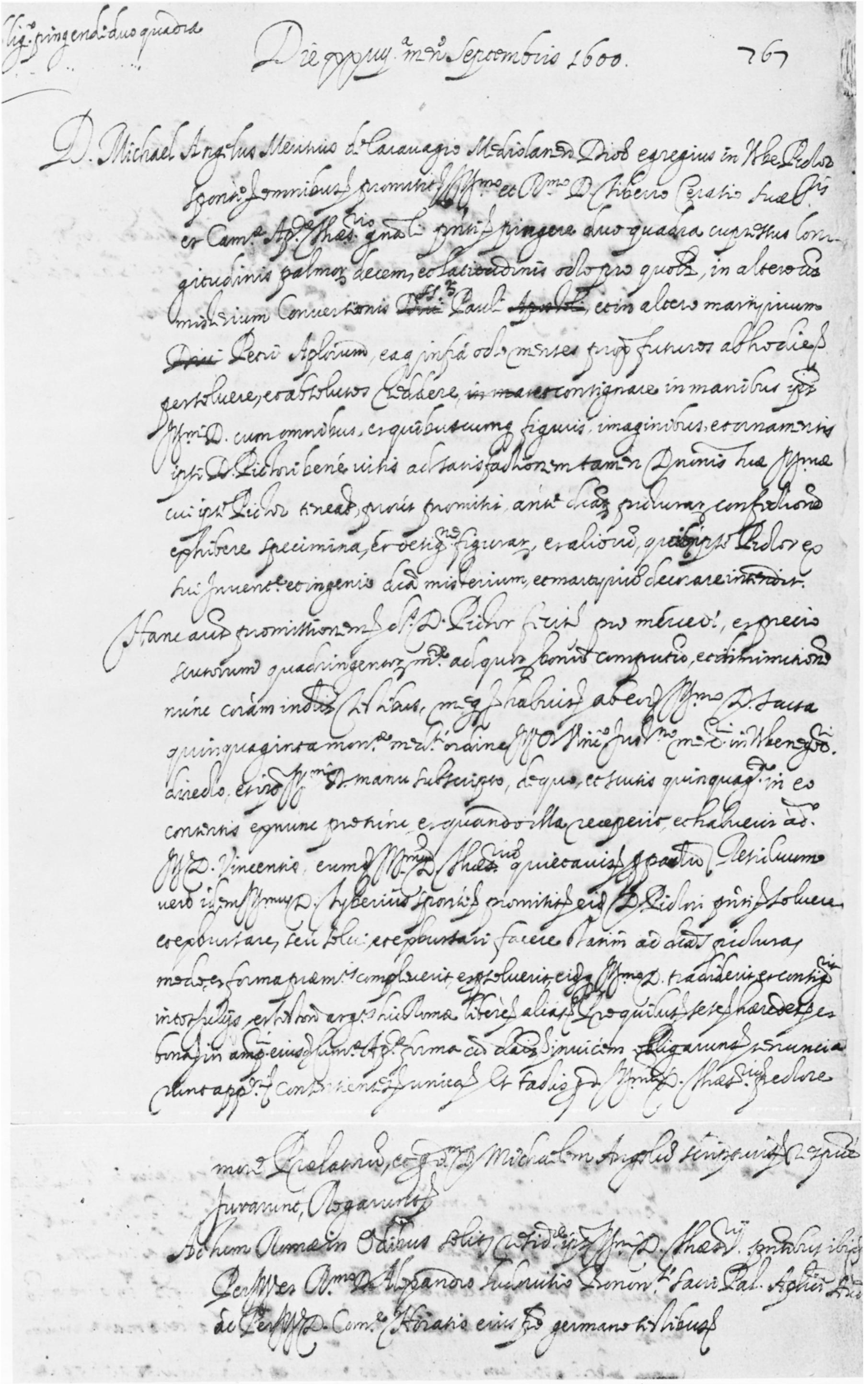
Нотаріальна копія угоди між Караваджо та Черазі

Два бічні розписи капели Черазі були замовив у вересні 1600 року монсеньйор Тіберіо Черазі, головний скарбник Папи Климента VIII, який 8 липня 1600 року придбав каплицю у ченців-августинців і доручив Карло Мадерно перебудувати її в стилі бароко. Угода з Карраччі на вівтарну картину не збереглася, але вважають, що документ підписано дещо раніше, і Караваджо мав зважати на роботи іншого художника та загальну іконографічну стилістику каплиці.
Хоча багато говорилося про передбачуване суперництво між художниками, немає жодних історичних свідчень про якісь серйозні протиріччя. Обидва були успішними та затребуваними художниками в Римі. Караваджо отримав оплату від Черазі відразу після завершення своїх знаменитих робіт у капелі Контареллі, а Карраччі працював над великим циклом фресок у Палаццо Фарнезе. За цих обставин вони не мали особливих причин для конкуренції, стверджує Деніс Магон.
Угода, підписана 24 вересня 1600 року, передбачала, що «видатний художник Мікеланджело Мерізі да Караваджо» напише два великих кипарисових панно, десять долонь заввишки і вісім долонь завширшки, зобразивши навернення святого Павла і мучеництво святого Петра за вісім місяців і отримає оплату 400 скудо. За угодою, художник мав свободу вибору фігур, людей і прикрас, зображених так, як він вважав за потрібне, «до задоволенню, однак, його світлості», і він також був зобов'язаний надати попередні ескізи до виконання робіт. Караваджо отримав від банкіра Вінченцо Джустініані 50 скудо авансу, а решту суми мав отримати після завершення роботи. Зазначені розміри панелей практично не відрізняються від розмірів наявних полотен.
Коли Тіберіо Черазі помер 3 травня 1601 року, Караваджо все ще працював над картинами, як свідчить офіційне повідомлення (авізо) від 5 травня, в якому згадується, що каплицю прикрашено рукою «famosissimo Pittore», Мікеланджело та Караваджо. Другий авізо від 2 червня доводить, що Караваджо працював над картинами і через місяць. Він завершив їх до 10 листопада, коли отримав останній внесок від спадкоємців Тіберіо Черазі. Загальну оплату за обидві картини, з невідомих причин, зменшено до 300 скудо.
Картини встановив у каплиці 1 травня 1605 року майстер по дереву Бартоломео, який отримав за свої роботи чотири скудо і п'ятдесят байокко.
Перша версія

Версія картини Одескальчі Бальбі

Джованні Бальйоне в біографії Караваджо 1642 року повідомляє, що перші версії обох картин було відхилено:
«Спочатку картини були написані в іншому стилі, але оскільки вони не сподобалися покровителю, кардинал Саннезіо взяв їх; замість них він написав дві картини олією, які й сьогодні можна побачити там. І — так би мовити — Фортуна та Слава захопили його за собою»
Цей звіт — єдине історичне джерело цієї історії. Хоча біографію написано через десятиліття після подій, її достовірність загальновизнана. Бальйоне не надав жодних додаткових пояснень причин та обставин відмови, але сучасні вчені висунули кілька теорій та припущень. Перші версії картин придбав Джакомо Саннезіо, секретар Священної конгрегації та затятий колекціонер творів мистецтва. Перше «Навернення Савла» потрапило до колекції Одескалькі Бальбі. Це значно яскравіше і більш маньєристське полотно, на якому Ісус, підтримуваний ангелом, тягнеться вниз до осліплого Павла.
Рентгенологічне дослідження виявило ще одну, майже повну версію сцени під цією картиною, на якій святого показано впалим на землю, в правій частині полотна, з відкритими очима та піднятою правою рукою.

## Опис
Навернення Павла з гонителя в апостола — добре відома біблійна історія. За Новим Заповітом, Савл з Тарсу був ревним фарисеєм, який жорстоко переслідував послідовників Ісуса, навіть брав участь у побиванні камінням Стефана. Він їхав з Єрусалима до Дамаска, щоб заарештувати християн міста.

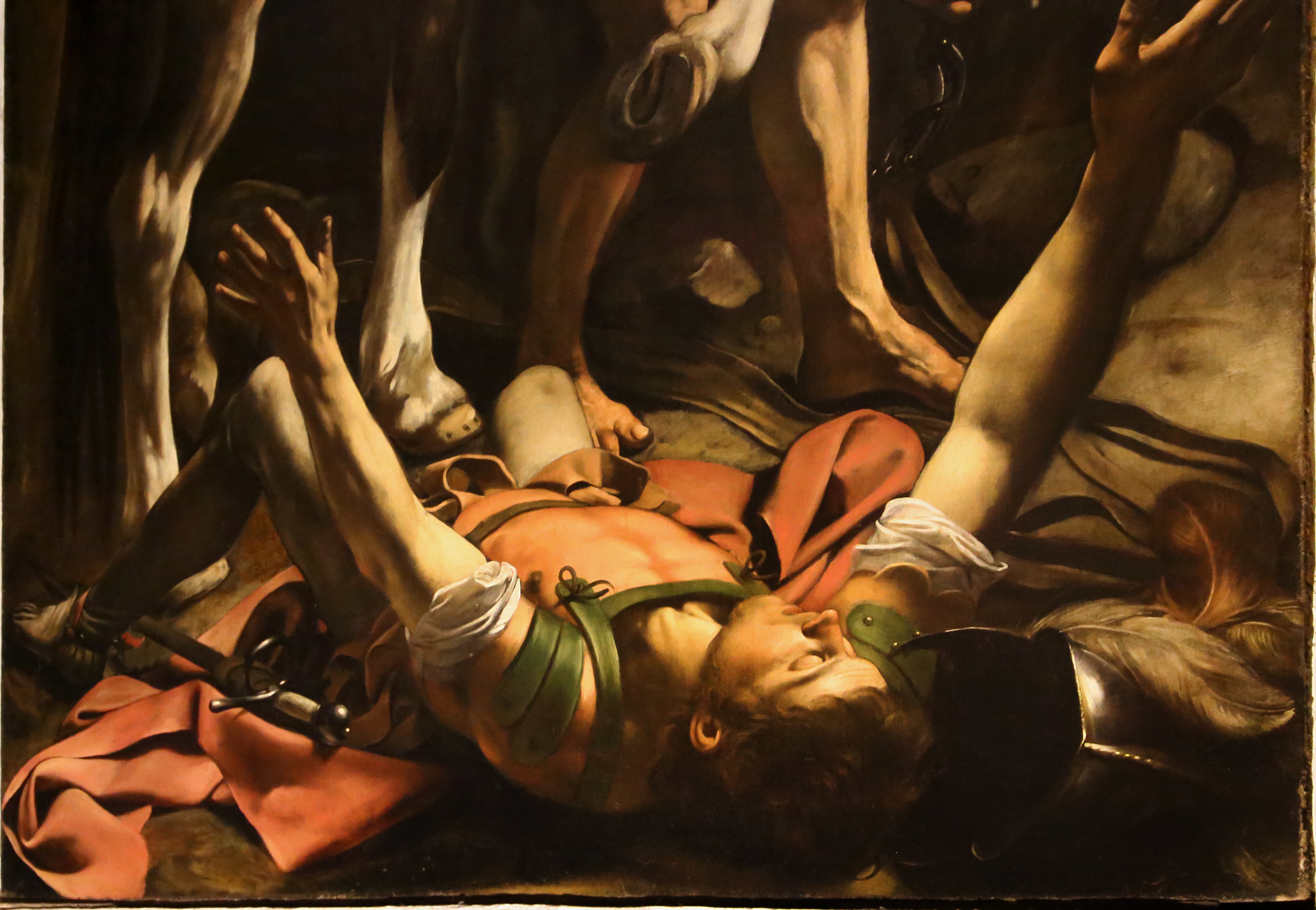
Савл майже приймає своє видіння

На картині зображено момент, описаний у Діях апостолів, за винятком того, що Караваджо зображує Савла, який падає з коня (про якого не згадано в оповіді) дорогою в Дамаск, побачивши сліпуче світло і почувши голос Ісуса. Для Савла це момент сильного релігійного екстазу: він лежить на землі, на спині, із заплющеними очима, з розставленими ногами та піднятими вгору руками, начебто обіймаючи своє видіння. Святий — м'язистий юнак, і його одяг схожий на одяг римського солдата : оранжево-зелені лорики мускулату, птеруги, туніка та черевики. Його шолом з пір'ям упав з голови, а меч лежить поруч із ним. Червоний плащ під його тілом виглядає майже ковдрою. Над ним проїжджає кінь, якого веде старий конюх, що вказує пальцем на землю. Він заспокоїв тварину і тепер не дає їй наступити на Савла. У величезного коня плямиста коричнева шерсть; у нього все ще йде піна з рота, а копита б'ють повітря.
Сцену освітлює яскраве світло, але три постаті занурено в майже непроникну пітьму. Декілька слабких променів праворуч висвітлюють Ісуса, але це не справжнє джерело світла, і конюх, мабуть, не зважає на присутність божественного. Оскільки стрімкий кінь не осідланий, передбачається, що сцена відбувається в стайні, а не на відкритому просторі.
Ця картина стала джерелом міфу про те, що Павло був на коні, хоча в тексті взагалі не згадується кінь. У Діях 9:8 йдеться, що після цього «Тоді Савл підвівся з землі, і хоч очі розплю́щені мав, ніко́го не бачив… І за руку його повели́ й привели́ до Дамаску».

## Стиль
Це різкіша критика, ніж здається, тому що Беллорі стверджував, що «живопис — не що інше, як імітація людських дій»; таким чином, картину, повністю позбавлену дії, він не вважав картиною. Усі відхилення від традиційної іконографії «позбавили картину дії» в його очах: концентрація на коні замість біблійного героя; відсутність Ісуса; зосередження уваги на незначному моменті в історії після падіння Савла замість його справжньої кульмінації, божественного прозріння. Безперечно, ці рішення порушили оповідну динаміку, але Караваджо зробив це, щоб розширити традиційні рамки образотворчої оповіді.

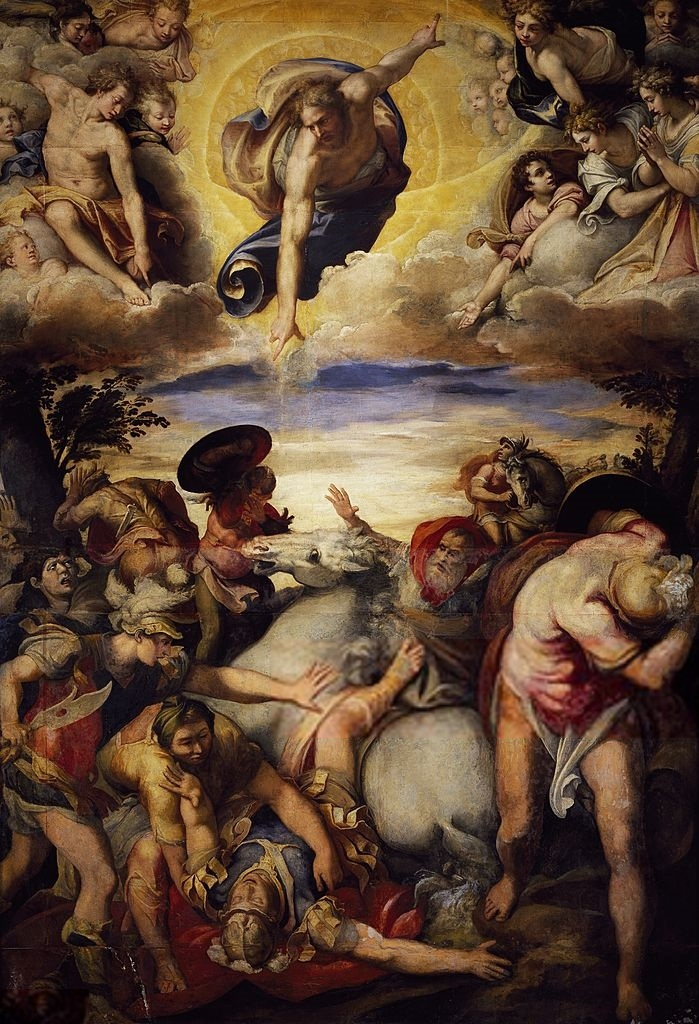
Навернення Святого Павла Таддео Зуккарі в церкві Сан-Марчелло-аль-Корсо

Іконографічна традиція епохи Відродження і бароко приписувала, як слід зображувати навернення Павла. Його характерними елементами були стривожений кінь, — хоча в Біблії про коня немає згадки — Савл, що лежить на землі, Ісус, що з'являється в небі, і почет солдатів, що реагують на події. Саме так Таддео Цуккаро, один із найвідоміших художників у Римі часів Караваджо, зобразив цю сцену на великому вівтарі церкви Сан-Марчелло-аль-Корсо близько 1560 року. Фігуру Павла в «Наверненні» (версія Черазі) Цуккаро виконав за моделлю Рафаеля. Версія Рафаеля була частиною його серії шпалер, створених для Сікстинської капели в 1515—1516 роках.
«Якби ми могли повернути святого Павла Рафаеля так, щоб його голова торкалася до нижньої рамки, а довжина його тіла була б спрямована більш-менш ортогонально всередину, ми отримали б фігуру, аналогічну зображеній на картині Караваджо», — зауважив Волтер Фрідлендер. Він також припустив, що джерелом натхнення для зображення коня стала гравюра Альбрехта Дюрера «Великий кінь» (1505), головний об'єкт якої має таку ж громіздку, потужну задню частину, а решту тіла видно під таким самим кутом.
Інше можливе джерело картини — гравюра на дереві з чотирьох частин, приписувана Уго да Карпі (близько 1515—1520), центральним елементом якої є зображення Савла на землі і конюха, який намагається заспокоїти коня й відводить тварину. Це єдиний відомий приклад серед антецедентів, який наводить той самий момент, що й живопис Караваджо. Очевиднішим, хоч і менш близьким попередником було Навернення Савла Мікеланджело в Капелі Паоліна (1542—1545), де кінь і солдат, що тримає вуздечку, стали помітними елементами в центрі багатолюдної сцени. Дуже незвичайним «Наверненням», яке, мабуть, було відоме Караваджо, була картина Моретто да Брешіа, написана для Міланського монетного двору в 1540—1541 роках. На картині зображено лише дві постаті: Савл та його кінь, причому кінь дивно домінує на картині. Моретто, ймовірно, був натхненний аналогічним «Наверненням» (1527), яке приписують Парміджаніно.
Хоча деякі деталі та мотиви, можливо, запозичені або натхнені цими витворами мистецтва, важливо зазначити, що урізана композиція та інтенсивна духовна драма «Навернення» Черазі були новинкою, яка на той час не мала прямого іконографічного прецеденту. Це означало розрив із традицією, якої більш-менш дотримано навіть у попередній версії Караваджо (1600).
Стиль тенебризму Караваджо, коли постаті на картинах виникають із темряви, із зазвичай одним джерелом яскравого світла, створює драматичні ефекти із сильним контрастом. Це освітлення передає духовну драму в «Наверненні Савла». Яскравіші ділянки межують із «важкими темними плямами, особливо глибоко під черевом коня і переходять у непроглядну темряву, що лежить поза круговою групою трьох фігур». Звичайне пейзажне тло повністю відкинуто і замінено інтенсивною концентрацією на трьох фігурах, що становлять сцену. Яскраве світло, огорнуте темрявою, робить фокусування ще інтенсивнішим.
Більшість картин Караваджо після 1600 року присвячені релігійній тематиці та перебувають у церквах. За словами Деніса Магона, дві картини в капелі Черазі утворюють «згуртовану групу досить чіткого характеру» з картиною «Святий Матвій та ангел» у капелі Контареллі та «Похованням Христа» в музеях Ватикану". Він назвав ці чотири твори «середньою групою» і заявив, що вони належать до зрілого періоду Караваджо. Порівнюючи дві картини в капелі Черазі, Махон побачив, що «Навернення Савла» «значно жвавіше, ніж його супутник». Це пояснюється виключно винахідливим використанням світла, тому що Караваджо уникав будь-яких рухів, крім найменших. Таким чином він зробив «сцену неясною, загадковою і тому цікаво рухливою».
Незвичне розташування персонажів також підкреслює гостроту моменту. Хоча Савл освітленіший, увага приділяється йому в дивний спосіб. Оскільки він лежить на землі, то виглядає значно меншим за коня, також розташованого в центрі картини. Тіло Савла вкорочене і не звернене обличчям до глядача, і все ж його присутність найпотужніша, тому що його тіло проштовхується в простір глядача. Положення коня і особливо передня нога, що висить у повітрі, створює ще більшу візуальну напругу. Перший начерк композиції, виявлений рентгенівським дослідженням, мав традиційнішу композицію з видимим джерелом божественного сяйва, що виходить зліва.

## Сприйняття картини

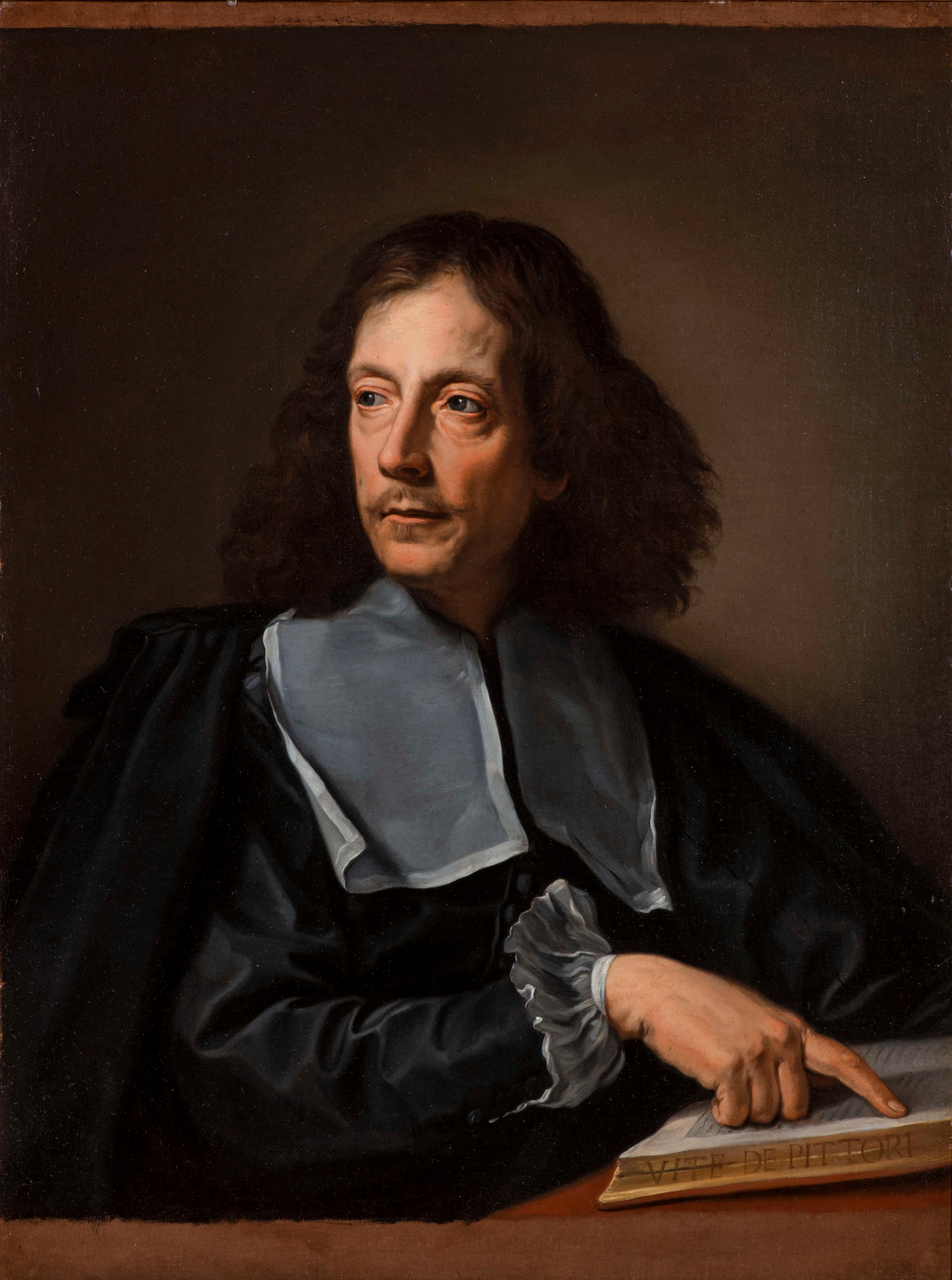
Джованні П'єтро Беллорі

На час комісії Черазі Караваджо був успішним і знаменитим художником, але незвичний стиль та композиція картини відразу викликали критику. Першим впливовим мистецтвознавцем, який відхилив картину, був Джованні П'єтро Беллорі. 1672 року він написав у «Житіях сучасних художників, скульпторів та архітекторів» про капелу Черазі:
«Караваджо виконав дві бічні картини, „Розп'яття святого Петра“ і „Навернення святого Павла“, чия історія повністю позбавлена дії».
Беллорі очолює довгу низку ворожих коментарів. Історик мистецтва Якоб Буркгардт у своєму путівнику з живопису в Італії (1855) навів «Навернення Савла» як приклад, наскільки «грубими» були композиції Караваджо, «коли він не дбав про виразність», критикуючи, що «кінь майже заповнює весь простір картини.
Негативна репутація Караваджо досягла свого піку в другій половині XIX століття. Найпопулярніші путівники того періоду, які опублікував Карл Бедекер, у докладних описах Санта-Марія-дель-Пополо просто опускають два полотна Караваджо і каплицю Черазі. Картини не згадуються в п'ятнадцяти виданнях, що вийшли від 1867 до 1909 року.

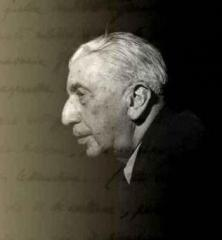
Роберто Лонгі

Думки докорінно змінилися в середині XX століття, коли Караваджо визнано одним з найвизначніших художників в історії західного мистецтва. Роберто Лонгі, який став відомим у 1950-х роках, написав 1952 року, що, повністю знищивши іконографічну традицію того часу, Караваджо запропонував громадськості „можливо, найреволюційнішу картину в історії релігійного мистецтва“. […] Якби картина не була розміщена на бічній стіні, ми могли б поставити питання, як Караваджо міг виставити її на загальний огляд, не зустрівши різкої критики або навіть прямої відмови».
Інший провідний учений того часу, Вальтер Фрідлендер у своїй новаторській монографії «Дослідження Караваджо» (1955) використав аналіз «Навернення Савла» як вступ до мистецтва Караваджо. Він підкреслював, що обидві картини капели Черазі «попри їхню радикально нову і незвичну концепцію, були ідеальними, як об'єкти для релігійного поклоніння», тому що зображені сцени «не є далекими видовищами, віддаленими від глядача. Вони звертаються до нього безпосередньо, на його рівні. Він може зрозуміти та поділитися своїм досвідом: пробудження віри та мучеництво за віру».
Ця оцінка знайшла літературний вираз у вірші Тома Ганна, молодого англійського поета, який здобув високу оцінку британських критиків у 1950-х роках. Після закінчення Кембриджу 1953 року Ганн провів кілька місяців у Римі за стипендією, і його дуже вразили картини Караваджо в каплиці Черазі. Вірш опубліковано в журналі Poetry 1958 року під назвою «У Санта-Марія-дель-Пополо» («Навернення Савла»). Він дає зовсім світське прочитання картини, позбавлене чогось священного, інтерпретуючи її як «поразку прагнення Абсолюту, у якій людина неминуче відмовлено […], як свого роду переможений Фауст».